# تلویزیون نورین
تلویزیون نورین یکی از شبکه‌های تلویزیونی خصوصی افغانستان است. این شبکه از شهر کابل برنامه‌های خود را به طور ۲۴ ساعته پخش می‌کند. برنامه‌های این شبکه بیشتر به زبان فارسی است و برخی برنامه‌ها نیز به زبان پشتو پخش می‌شوند.

## گسترهٔ پخش
برنامه‌های این شبکه بر روی ماهواره اکسپرس «ای ام 22» قابل دریافت می‌باشد.